# Birgit Schütz
Pour les articles homonymes, voir Schütz.
Birgit Schütz, née le 8 octobre 1958 à Brandebourg-sur-la-Havel (RDA), est une rameuse d'aviron est-allemande. 

## Carrière
Vice-championne du monde de huit en 1978, Birgit Schütz est sacrée championne olympique de huit en 1980 avec Marita Sandig, Christiane Köpke,  Martina Boesler, Gabriele Kühn, Ilona Richter, Kersten Neisser, Karin Metze et Marina Wilke.